# .ml
.ml為馬里國家及地區頂級域（ccTLD）的域名。

## 历史
该域最初由马里电信公司Sotelma管理。在2009年Sotelma私有化之后，IANA将.ml域重新授权给马里政府的信息和通讯技术局（AGETIC），该流程于2013年完成。之后该局宣布免费提供.ml域供所有人注册，以推动马里IT行业的发展。马里也因此成为第一个免费提供域名的非洲国家。

## 外部連結
- IANA .ml whois information（页面存档备份，存于）
- .ml domain application form